# 沃基 (艾奥瓦州)
沃基（英語：Waukee）是一個位於美國愛荷華州達拉斯縣的城市。

## 地理
沃基的座標為41°36′32″N 93°51′55″W / 41.60889°N 93.86528°W，而該地的平均海拔高度為314米（即1030英尺）。

## 人口
根據2010年美國人口普查的數據，沃基的面積為33.69平方千米，當中陸地面積為33.64平方千米，而水域面積為0.05平方千米。當地共有人口13790人，而人口密度為每平方千米409人。